# Ботаническа градина на БАН
Ботаническата градина на Българската академия на науките е специализирана ботаническа градина в София.
Разположена е южно от Околовръстния път, между кварталите Драгалевци и Бояна. 
Основана е през 1882 г. като Княжеска ботаническа градина в покрайнините на столицата. На същото място днес е едноименната Княжеска градина, вече в центъра на града, където днес се намира Паметникът на Съветската армия.
През 1947 г. е предадена на Института по ботаника, а по-късно е преобразувана в самостоятелно подразделение на Българската академия на науките..
Градината е преместена на днешното си място край Околовръстния път през 1980-те години.

## Галерия
- Цъфтящ кактус от Ботаническата градина на БАН
- Цъфтящ кактус от Ботаническата градина на БАН
- В парниците на Ботаническата градина на БАН